# Prva hrvatska rukometna liga za žene
1. hrvatska rukometna liga je najviši razred rukometnog ligaškog natjecanja za žene u Hrvatskoj. Organizira ju Hrvatski rukometni savez. Najuspješnije su rukometašice koprivničke Podravke.

## Dosadašnje prvakinje
| Godina      | Prvakinje                                                      | Doprvakinje                                                    |
| ----------- | -------------------------------------------------------------- | -------------------------------------------------------------- |
| 1991./92.   | Lokomotiva (Zagreb)                                            | Split                                                          |
| 1992./93.   | Podravka (Koprivnica)                                          | Lokomotiva (Zagreb)                                            |
| 1993./94.   | Podravka (Koprivnica)                                          | Lokomotiva (Zagreb)                                            |
| 1994./95.   | Podravka (Koprivnica)                                          | Kraš (Zagreb)                                                  |
| 1995./96.   | Podravka Vegeta (Koprivnica)                                   | Graničar Đurđevac                                              |
| 1996./97.   | Podravka Dolcela (Koprivnica)                                  | Kraš (Zagreb)                                                  |
| 1997./98.   | Podravka Dolcela (Koprivnica)                                  | Kraš (Zagreb)                                                  |
| 1998./99.   | Podravka Dolcela (Koprivnica)                                  | Kraš (Zagreb)                                                  |
| 1999./2000. | Podravka Dolcela (Koprivnica)                                  | Osijek                                                         |
| 2000./01.   | Podravka Vegeta (Koprivnica)                                   | Split Kaltenberg                                               |
| 2001./02.   | Podravka Vegeta (Koprivnica)                                   | Lokomotiva (Zagreb)                                            |
| 2002./03.   | Podravka Vegeta (Koprivnica)                                   | Lokomotiva (Zagreb)                                            |
| 2003./04.   | Lokomotiva (Zagreb)                                            | Podravka Vegeta (Koprivnica)                                   |
| 2004./05.   | Podravka Vegeta (Koprivnica)                                   | TVIN Trgocentar (Virovitica)                                   |
| 2005./06.   | Podravka Vegeta (Koprivnica)                                   | Lokomotiva (Zagreb)                                            |
| 2006./07.   | Podravka Vegeta (Koprivnica)                                   | Lokomotiva (Zagreb)                                            |
| 2007./08.   | Podravka Vegeta (Koprivnica)                                   | Lokomotiva (Zagreb)                                            |
| 2008./09.   | Podravka Vegeta (Koprivnica)                                   | Lokomotiva (Zagreb)                                            |
| 2009./10.   | Podravka Vegeta (Koprivnica)                                   | Lokomotiva (Zagreb)                                            |
| 2010./11.   | Podravka Vegeta (Koprivnica)                                   | Trešnjevka (Zagreb)                                            |
| 2011./12.   | Podravka Vegeta (Koprivnica)                                   | Lokomotiva (Zagreb)                                            |
| 2012./13.   | Podravka Vegeta (Koprivnica)                                   | Lokomotiva (Zagreb)                                            |
| 2013./14.   | Lokomotiva (Zagreb)                                            | Podravka Vegeta (Koprivnica)                                   |
| 2014./15.   | Podravka Vegeta (Koprivnica)                                   | Zamet (Rijeka)                                                 |
| 2015./16.   | Podravka Vegeta (Koprivnica)                                   | Lokomotiva (Zagreb)                                            |
| 2016./17.   | Podravka Vegeta (Koprivnica)                                   | Lokomotiva (Zagreb)                                            |
| 2017./18.   | Podravka Vegeta (Koprivnica)                                   | Lokomotiva (Zagreb)                                            |
| 2018./19.   | Podravka Vegeta (Koprivnica)                                   | Lokomotiva (Zagreb)                                            |
| 2019./20.   | sezona prekinuta zbog pandemije COVID-19 u svijetu i Hrvatskoj | sezona prekinuta zbog pandemije COVID-19 u svijetu i Hrvatskoj |
| 2020./21.   | Podravka Vegeta (Koprivnica)                                   | Lokomotiva (Zagreb)                                            |
| 2021./22.   | Lokomotiva (Zagreb)                                            | Podravka Vegeta (Koprivnica)                                   |

### Klubovi po uspješnosti
| klub                                       | sjedište   | prvak | doprvak |
| ------------------------------------------ | ---------- | ----- | ------- |
| Podravka Podravka Dolcela, Podravka Vegeta | Koprivnica | 26    | 3       |
| Lokomotiva Kraš                            | Zagreb     | 4     | 20      |
| Split Split Kaltenberg                     | Split      |       | 2       |
| Đurđevac Graničar                          | Đurđevac   |       | 1       |
| Osijek                                     | Osijek     |       | 1       |
| Tvin TVIN Trgocentar                       | Virovitica |       | 1       |
| Trešnjevka                                 | Zagreb     |       | 1       |
| Zamet                                      | Rijeka     |       | 1       |

## Sudionice

### Sezona 2020./21.
- Bjelovar - Bjelovar
- Dalmatinka - Ploče
- Dugo Selo 55 - Dugo Selo
- Koka - Varaždin
- Lokomotiva - Zagreb
- Murvica - Crikvenica
- Osijek - Osijek
- Podravka Vegeta - Koprivnica
- Sesvete - Agroproteinka - Sesvete, Zagreb
- Sinj - Sinj
- Split 2010 - Split
- Umag - Umag
- Virovitica - Virovitica
- Zrinski - Čakovec

### Bivši članovi (1992. – 2019./20.)
Članice 1.A lige (1992. – 2000./01.) i1. lige (2001./02. - ) 
 
Klubovi su napisani po svojim tradicionalnim nazivima 
| | |  |
| - Đakovo - Đakovo - Đurđevac - Đurđevac - Ivanić, Ivanić-Grad - Opatija - Opatija - Pitomača - Pitomača - Požega - Požega - Arena - Pula - Orijent - Rijeka - Rovinj - Rovinj - Samobor - Samobor - Trešnjevka - Zagreb - INA - Sisak | - Brod - Slavonski Brod - Vranjic - Vranjic, Solin - Nada - Split - Split - Split - ŽARK Split - Split - Zelina - Sveti Ivan Zelina - Trogir - Trogir - Hrvatski dragovoljac - Zagreb - Šparta - Zagreb - Zamet - Rijeka - Zaprešić - Zaprešić |  |